# シビックコア
シビックコア（Civic Core）とは、政府施設、地方行政施設、民間施設の3者の立地を都市計画に盛り込んで行う地域整備の概念、およびこの概念に基づいて形成された地域。
従前は政府施設や地方行政施設などは区画整理等の対象になることが少なく、その立地場所も歴史的経緯や過去に所在していた別の施設の跡地を利用するなどしていた。城下町であった都市では城の周辺に官庁街が形成されていることも多い。このため民間施設の多い現在の経済中心（繁華街）と離れていて利便性が悪かったり、逆に官庁街周辺に民間施設が集中したり、官庁同士が離れすぎていて申請手続き等の際の便が悪いなど、都市計画上の問題となっていた。
シビックコアの整備では政府施設、地方行政施設、民間施設の垣根を取り払い、関連性の高い施設を集中、関連性の低い施設を分散させることで利便性を向上させる。具体的な整備は各市町村が策定した整備計画を国土交通省の地方整備局が審査、調整した後、対象となる各政府機関、地方行政施設の事業に反映されることになる。

## 対象市町村
2006年3月31日現在
- 旭川市（北海道）
- 釧路市（北海道）
- 二海郡八雲町（北海道）
- 二戸市（岩手県）
- 鶴岡市（山形県）
- 筑西市（茨城県）
- 栃木市（栃木県）
- さいたま市（埼玉県）
- 長岡市（新潟県）
- 甲府市（山梨県）
- 南巨摩郡富士川町[1]（山梨県）
- 高山市（岐阜県）
- 浜松市（静岡県）
- 岡崎市（愛知県）
- 廿日市市（広島県）
- 高松市（香川県）
- 都城市（宮崎県）
- 那覇市（沖縄県）